# Krokvattnet (Silleruds socken, Värmland, 659516-130743)
Krokvattnet är en sjö i Årjängs kommun i Värmland och ingår i Göta älvs huvudavrinningsområde. Sjön har en area på 0,278 kvadratkilometer och ligger 243,3 meter över havet. Sjön avvattnas av vattendraget Lillälven (Börkusälven).

## Delavrinningsområde
Krokvattnet ingår i det delavrinningsområde (659376-130873) som SMHI kallar för Utloppet av Öjesjön. Medelhöjden är 228 meter över havet och ytan är 10,26 kvadratkilometer. Det finns inga avrinningsområden uppströms utan avrinningsområdet är högsta punkten. Lillälven (Börkusälven) som avvattnar avrinningsområdet har biflödesordning 3, vilket innebär att vattnet flödar genom totalt 3 vattendrag innan det når havet efter 286 kilometer. Avrinningsområdet består mestadels av skog (82 procent). Avrinningsområdet har 1,5 kvadratkilometer vattenytor vilket ger det en sjöprocent på 14,6 procent.